# Ironodes nitidus
Ironodes nitidus är en dagsländeart som först beskrevs av Eaton 1885.  Ironodes nitidus ingår i släktet Ironodes och familjen forsdagsländor. Inga underarter finns listade i Catalogue of Life.